# Frank Jolliffe
Frank Jolliffe (* 5. September 1958 in Passaic, New Jersey; † 8. Februar 2012) war ein US-amerikanischer Tap-Gitarrist, Bibliothekar und Musikpädagoge.

## Leben und Wirken
Jolliffe begann seine Musikerkarriere als E-Gitarrist, bevor er Mitte der 1970er Jahre zum Chapman Stick wechselte. Später wechselte er auf die Warr Guitar, ein ähnliches Instrument, entworfen von Mark Warr. Er studierte am Berklee College of Music Gitarre, anschließend Komposition und Orchestrierung am Mannes College of Music (Teil der New School) und Jazzperformance an der William Paterson University in New Jersey, wo er den Bachelor erwarb.
In den 1980er Jahren arbeitete er mit dem Pianisten und Saxophonisten Joe Ruddick, anschließend gründete er mit dem Schlagzeuger Jim Mason ein Duo. Er unterrichtete beim National Guitar Workshop und beim europäischen Tap-Guitar Seminar in Belgien, außerdem am Hartford Camerata Conservatory. Er veröffentlichte  The TouchStyle Songbook und das Magazin The TouchStyle Quarterly. Er verließ einige Jahre die Musikszene, um als Bibliothekar zu arbeiten, nachdem er den Master in Bibliothekswissenschaft an der Rutgers University erworben hatte. Er war am Bank Street College of Education in Manhattan, an der South Orange Public Library und am Columbia University Center for Jazz Studies tätig, wo er das Online-Angebot Jazz Studies Online und das Programm für die Jazzdiskographie J-DISC mit entwickelte.
Ab 2010 trat er wieder regelmäßig auf, u. a. mit der Formation The Flying Particles (mit Robert und Miles Nasta) und der Band ArtCrime, die von dem Multiinstrumentalisten John Korchok geleitet wurde. Nachdem er bereits als junger Erwachsener am Non-Hodgkin-Lymphom erkrankt war, litt er in seinen letzten Jahren an einer schweren Herzerkrankung und wartete auf eine Herztransplantation; Jolliffe starb mit 53 Jahren an einem Herzinfarkt.

## Diskographische Hinweise
- Solo Stick (TouchStyle, 1988)
- Live on Comcast (TouchStyle, 1990)
- In the Pocket (TouchStyle, 1991) mit Jim Mason
- Live in Brigitines, Brussels (Clic, 1993), mit Pierre Van Dormael
- Totems (Sonic Utensil, 2011), mit The Flying Particles
- June 2011 (ArtCrime, 2011) mit ArtCrime
- ArtCrime (Unseen Rain, 2012)